# المغربة (القفر)

تعديل مصدري - تعديل

المغربة محلة تابعة لقرية الحبيل، التابعة لعزلة بني ساوي بمديرية القفر إحدى مديريات محافظة إب في الجمهورية اليمنية، بلغ تعداد سكانها 86 حسب تعداد اليمن لعام 2004.